# Henry William Ferdinand Bolckow

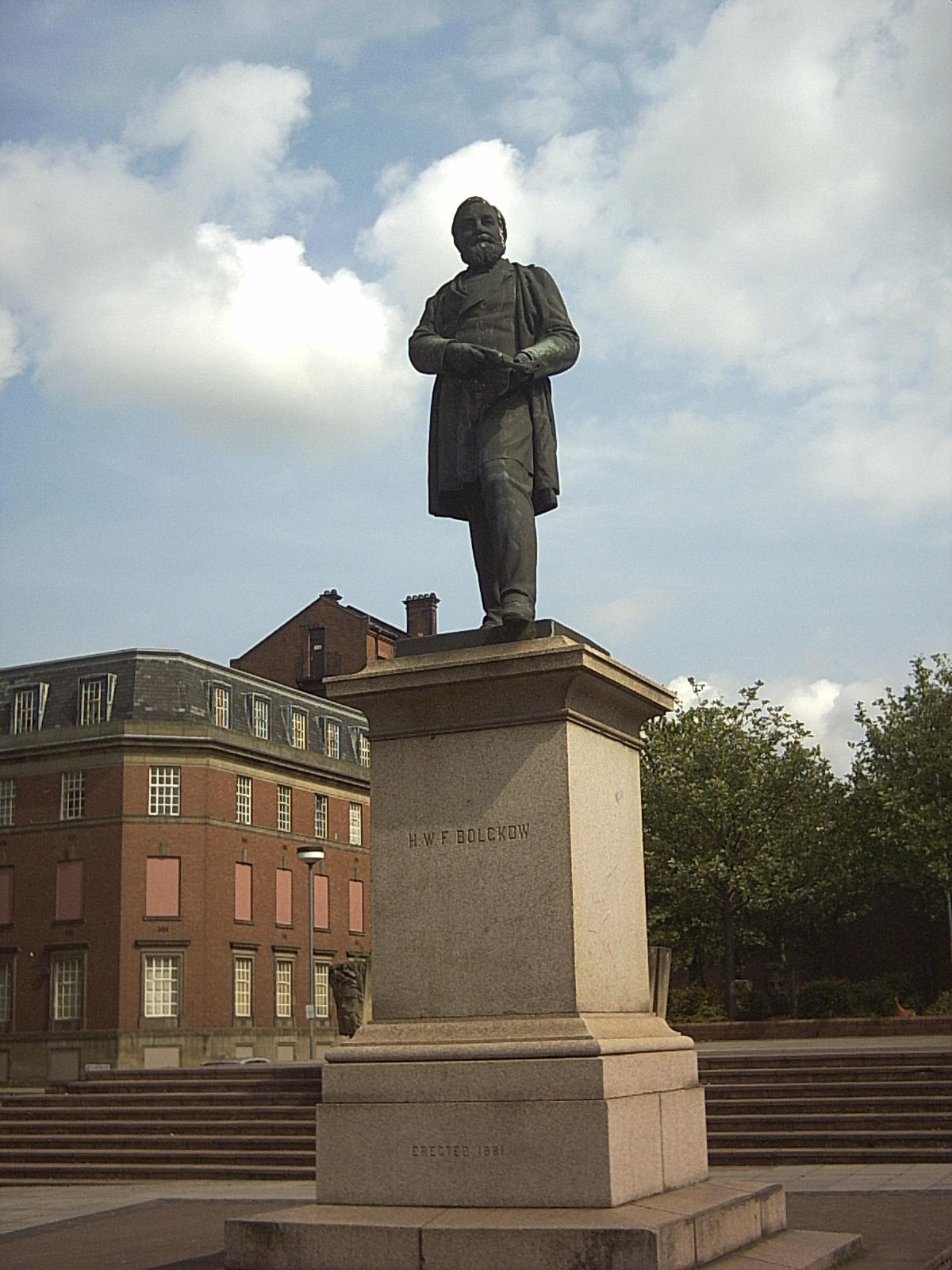
Henry William Ferdinand Bolckow, Standbild in Middlesbrough, 1881

Henry Bolckow (* 8. Dezember 1806 in Sülten (heute Weitendorf), Mecklenburg; † 22. Juni 1878 in Ramsgate) war ein deutsch-englischer Unternehmer und Politiker. 

## Leben
Heinrich Wilhelm Ferdinand Bölckow wurde als Sohn von Heinrich Bölckow aus Varchow und seiner Frau Caroline Duscher in Sülten im damaligen Herzogtum Mecklenburg-Schwerin geboren.
Henry Bolckow war ab 1821 in einem Handelskontor in Rostock tätig. Dort lernte er Christian Allhusen kennen, der bald nach England auswanderte, um in Newcastle Getreidehandel zu betreiben. Bereits 1827 kam Henry Bolckow nach England.
1841 begründete er zusammen mit seinem Partner John Vaughan aus Worcester das Stahlunternehmen Bolckow&Vaughan (B&V), das anfangs aus einer Eisengießerei und einem Walzwerk in Middlesbrough bestand. Vaughan entdeckte damals die dortigen Eisenerzvorkommen. 
Henry Bolckow war zweimal verheiratet. 1841 ehelichte er die Witwe Miriam Hay, die bereits im folgenden Jahr verstarb. Im Jahr 1851 heiratete er Harriet, die Tochter von James Farrar aus Halifax.
Bolckow wurde 1853 der erste Bürgermeister der neu entstandenen Stadt Middlesbrough und ab 1868 bis zu seinem Tod Parlamentsabgeordneter.
Henry Bolckow ließ eine Urne aus Granit anfertigen, die noch heute am Geburtsort von James Cook in Marton steht.
Bolckow litt ab 1877 an einer schweren Nierenerkrankung. Er starb am 18. Juni 1878 im Granville Hotel in Ramsgate und wurde vier Tage später auf dem Friedhof Marton beigesetzt.
Mehrere Straßen in nordostenglischen Ortschaften wurden nach Bolckow benannt, so zum Beispiel in Guisborough, Middlesbrough, Eston und Skelton.